# Randy Rainbow
Randy Stewart Rainbow (* 6. Juli 1981 in Huntington (New York)) ist ein US-amerikanischer Komiker und Sänger. Bekannt wurde er durch Videos auf YouTube, in denen er Interviews mit berühmten Persönlichkeiten und bekannte Lieder parodiert. Ein häufiger Fokus liegt auf Donald Trump.

## Leben
Randy Rainbow wuchs in Huntington und in Plantation (Florida) in einer liberalen jüdischen Familie auf. Er brach das Broward Community College ab und zog nach New York, um eine Theaterkarriere aufzubauen. Dort fing er an zu bloggen und Videos zu drehen. Rainbow ist homosexuell.

## Werk
Im Jahr 2010 gelang Rainbow mit dem Video „Randy Rainbow is Dating Mel Gibson“ ein erster großer Erfolg. Während der Präsidentschaftswahl 2016 verlagerte er seine Aufmerksamkeit auf Donald Trump und gewann damit ein großes Publikum. Im Jahr 2019 wurde Rainbow für einen Emmy in der Kategorie „Short Form Variety Series“ nominiert. Er hat (Stand: August 2022) 732'000 Abonnenten auf YouTube; 1'400'000 folgen ihm auf Facebook und 405'000 auf Instagram.